# يرمير بتشكا
يَرُمير بِتشكا (Jaromír Bečka) (و 1963) لاعب تشيكوسلفاكي سابق محترف للتنس من ألمانيا.

## بيبليوغرافيا
أصلا من براغ في تشيكوسلوفاكيا آنذاك، هاجر بيكا إلى ألمانيا الغربية واستقر في بولاخ، ميونيخ. كان بطل ميونيخ للناشئين في عام 1980، وفي عام 1981 كان عضو فريق كأس فاليريا.
مدرب سابق لكارستن أرينس، يدير بيكا الآن مدرسة التنس في ميونيخ.

## روابط خارجية
- يرمير بتشكا على موقع رابطة محترفي التنس (الإنجليزية)
- يرمير بتشكا على موقع الاتحاد الدولي لكرة المضرب (الإنجليزية)
- يرمير بتشكا على موقع خلاصة التنس.كوم (الإنجليزية)